# Как лягушка научилась квакать
«Как лягушка научилась квакать» (укр. Як жаба навучылася квакаць) — белорусский мультипликационный фильм, снятый на киностудии «Беларусьфильм» по заказу Департамента по кинематографии Министерства культуры Республики Беларусь.
Фильм участвовал в конкурсной программе фестиваля «Суздаль-2011».

## Сюжет
Жила-была рыжая лягушка, которая не умела ни говорить, ни квакать. От этого ей было грустно и одиноко, и она завидовала всем, у кого был красивый голос. А по соседству с ней, у пруда, жили старик со старухой.
Однажды лягушка погналась за мухой и очутилась в их доме. Старики посадили лягушку за стол угощать, а муха начала хулиганить. В результате за её погоней лягушка разбила банку с сухим горохом. Одна горошина закатилась под коврик, на котором лягушка легла ночью спать, а к утру лягушка упала с самой высоты выросшего прямо в доме на этом месте горохового куста.
Затем в доме стариков начал хулиганить заяц, залезший через окно, чтобы поесть гороха. Наблюдавшая за этим лягушка начала смеяться от происходящего, и её смех перешёл в настоящее кваканье. Так рыжая лягушка обрела свой собственный, естественный голос.

## Съёмочная группа
Над фильмом работали:
- Сценарист: Дмитрий Якутович
- Режиссёр: Татьяна Житковская[5]
- Художник-постановщик: Людмила Селивончик[6]
- Композитор: Игорь Сацевич[7]
- Звукооператор: Сергей Чупров
- Редактор: Дмитрий Якутович
- Художники: Н. Зиновьева, Н. Костюченко, Е. Лапотко, О. Чикина, А.-М. Маркова
- Художники-аниматоры: В. Козлов, Т. Яцына, А. Сидоров, О. Рыбина, О. Каршакевич, Т. Житковская, С. Саевец, И. Клещук, Е. Горевая, Н. Ярунин
- Директор: Леонарда Зубенко